# Val-Maravel
Val-Maravel är en kommun i departementet Drôme i regionen Auvergne-Rhône-Alpes i sydöstra Frankrike. Kommunen ligger i kantonen Luc-en-Diois som tillhör arrondissementet Die. År 2022 hade Val-Maravel 49 invånare.

## Befolkningsutveckling
Antalet invånare i kommunen Val-Maravel
Referens:INSEE